# Madeleine Kemény-Szemere
Madeleine Kemény-Szemere (geboren 10. Juli 1906 in Budapest als Lenke Szemere; gestorben 10. Februar 1993 in Zürich) war eine ungarisch-schweizerische Malerin und Zeichnerin. Sie trug als Modezeichnerin maßgeblich zum Erfolg der Schweizer Frauenzeitschrift Annabelle bei und war Mitglied der Künstlervereinigung CoBrA. Sie kümmerte sich um den Nachlass ihres Ehemannes Zoltan Kemény und schenkte dem Centre Georges-Pompidou über 100 seiner Werke.

## Leben

### Ungarn
Lenke Szemere wurde in eine assimilierte jüdische Familie geboren. Im Alter von zwölf Jahren starb ihre Mutter und das Mädchen überbrückte Trauer und Einsamkeit mit Zeichnen. 1924 war sie Schülerin von István Réti und Adolf Fényes an der Ungarischen Akademie der Bildenden Künste in Budapest. 1925 hatte sie ihre erste und erfolgreiche Ausstellung im Ernst Múzeum in Budapest, 1927 die zweite.

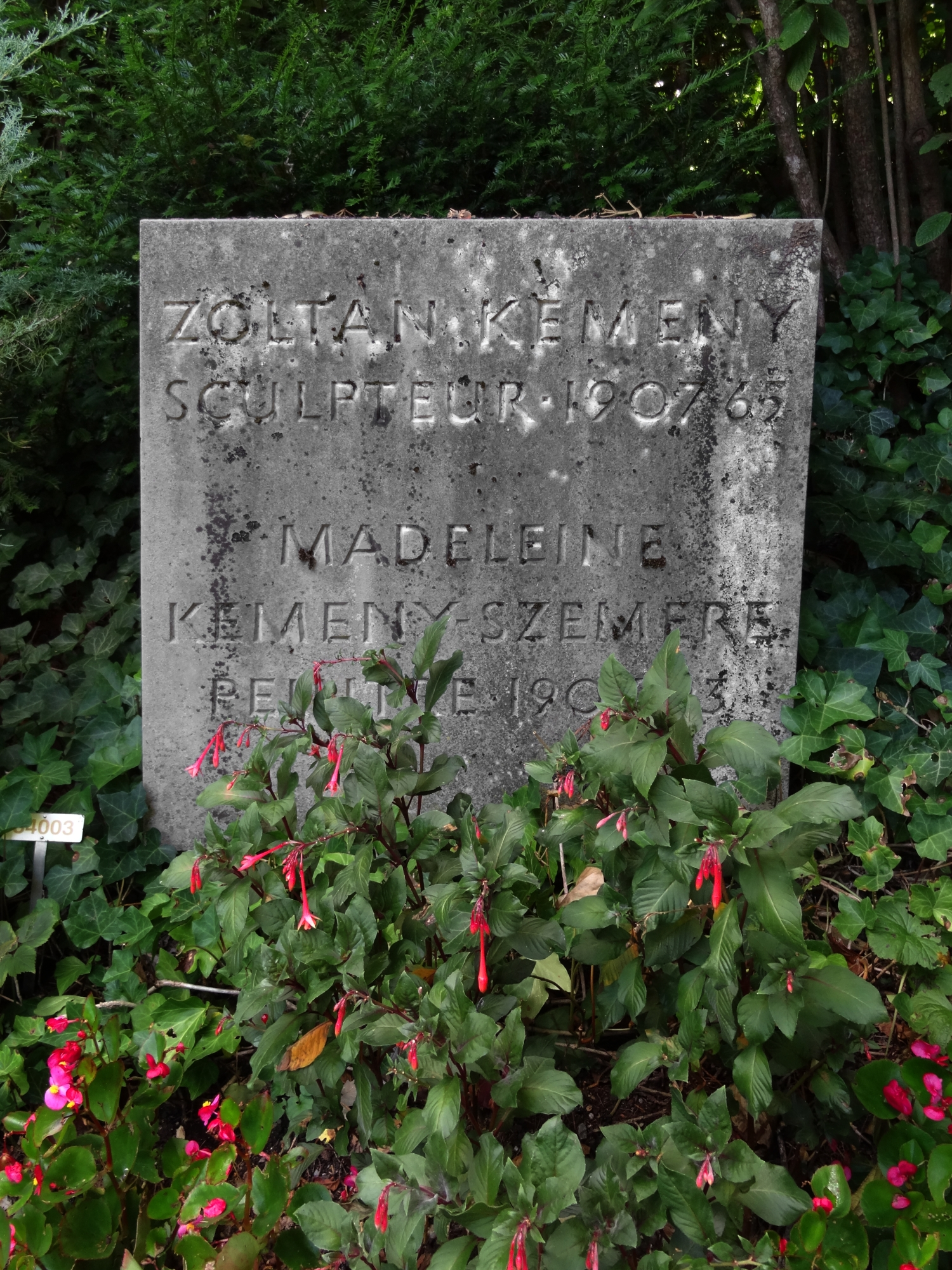
Grab, Friedhof Enzenbühl, Zürich

### Frankreich
1930 wanderte Lenke Szemere nach Paris aus, fand Arbeit als Modezeichnerin und nannte sich fortan Madeleine. In Paris lernte sie den ungarischen Maler Zoltán Kemény kennen, führte ihn in die Welt des Modezeichnens ein und heiratete ihn 1933. Ab 1938 arbeiten beide auch für die neu gegründete Schweizer Modezeitschrift Annabelle. 1940 floh das Paar vor der deutschen Armee nach Südfrankreich.

### Schweiz
Mithilfe der Zeitschrift Annabelle gelang dem Paar 1942 die Flucht in die Schweiz, wo sie beide in Lagern interniert wurden. Zoltán Kemény wurde 1943 freigelassen und konnte für die Annabelle in Zürich weiterarbeiten. Madeleine Kemény blieb bis nach Kriegsende in der Westschweiz interniert. In der Isolation zeichnete und malte sie wieder intensiv und lernte auch das Werk von Jean Dubuffet kennen.
Zoltán und Madeleine Kemény lebten bis zu ihrem Tod in Zürich. Ihre letzte Ruhestätte fand sie auf dem Friedhof Enzenbühl in Zürich.

## Künstlerische Entwicklung
In ihrem naturalistischen Frühwerk stellte sie in dunklen Farben Menschen am Rande der Gesellschaft und ländliche Szenen dar. Mitte der 1920er Jahre entwickelt sie eine flächigere Malweise. Ihre brillanten Modezeichnungen, die sie in den 1930er Jahren zum Broterwerb erstellte, stehen in krassem Gegensatz zu ihrer künstlerischen Entwicklung hin zu einer „Kunst in Rohform“. Sie trug die Farben nun dick auf, setzte Mischtechniken ein und nutzte Sand, Lackfarben und Rugosit in ihren Bildern. Sie ließ sich durch Kinderzeichnungen, Volks- und Stammeskunst inspirieren und malte plumpe Frauenfiguren mit überdimensionierten Gliedmaßen. 1945 stellte Arnold Rüdlinger drei ihrer Werke in der Ausstellung „Ausländische Maler in der Schweiz“ in der Kunsthalle Bern aus. Mit ihrer Kunst war sie für das Publikum Mitte der 1940er Jahre noch gewöhnungsbedürftig, Jean Dubuffet wurde jedoch auf sie aufmerksam und holte ihre Werke für sein Foyer de l’art brut nach Paris. Das war ihre Eintrittskarte für die erste CoBrA-Ausstellung 1949 in Amsterdam, zu der Corneille sie einlud. Zunehmend wurden ab 1953 ihre Werke abstrakter und die Formen lösten sich in Zellstrukturen fast auf. Dennoch waren es nach wie vor Frauenfiguren, mit denen sie sich beschäftigte.
Auf der Höhe ihres künstlerischen Schaffens und Erfolges beendete Kemény-Szemere 1956 ihre künstlerische Tätigkeit und widmete sich ganz der Förderung des Schaffens ihres Ehemannes. Nach dessen Tod 1965 widmete sie sich seinem Nachlass. 1966 schenkte sie dem Centre Pompidou 11 und 1980 weitere 95 Werke ihres Mannes. Ab und zu schuf sie bis in die 1980er Jahre einige wenige Zeichnungen und Gouachen.
Nach dem Tod von Madeleine Kemény-Szemere wurde ihr Werk wiederentdeckt durch die Retrospektive im Kunstmuseum St. Gallen 1995/1996. Seither waren ihre Bilder immer wieder in Ausstellungen mit Werken ihres Mannes oder in CoBrA-Ausstellungen vertreten.

## Ausstellungen (Auswahl)
Die wichtigsten Ausstellungen werden in zeitlicher Reihenfolge aufgelistet:
Einzelausstellungen
- 1925 und 1927: im Ernst Múzeum in Budapest, Ungarn
- 1947: in der Galerie des Eaux-Vives, Zürich
- 1952 und 1955: in der Galerie 16, Paris
- 1995/96: Madeleine Kemény-Szemere, Kunstmuseum St. Gallen, Schweiz

Ausstellungen mit Zoltán Kemény
- 1950: in der Galerie Mai, Paris
- 1954: in der Baldwin Kingrey Gallery, Chicago
- 2002: Zoltán und Madeleine Kemény im cobra museum voor moderne kunst, Amstelveen, Niederlande

Gruppenausstellungen
- 1945: Ausländische Maler in der Schweiz, Kunsthalle Bern, Schweiz
- 1948: Foyer de l’art brut, Galerie René Drouin, Paris, Frankreich
- 1949: 1. CoBrA-Ausstellung, Stedelijk Museum, Amsterdam
- 2004: Von Angesicht zu Angesicht. Das Antlitz des Menschen in der Kunst, Kunstmuseum St. Gallen, Schweiz
- 2008: Ladies Only!, Kunstmuseum St. Gallen, Schweiz
- 2019: New Nuances, im cobra museum voor moderne kunst, Amstelveen, Niederlande
- 2021: CoBrA. The Women Artists, Museum Jorn, Silkeborg, Dänemark[6]
- 2022/23: Becoming CoBrA. Anfänge einer europäischen Kunstbewegung, Kunsthalle Mannheim

## Werke (Auswahl)
Kemény-Szemeres Werke werden im Kunstmuseum St. Gallen, im cobra museum voor moderne kunst (Amstelveen) und in der Collection de l’Art Brut (Lausanne) gesammelt.
- 1929: Begegnung (Kunstmuseum St. Gallen)
- 1943: Femme au bouquet (Kunstmuseum St. Gallen)
- 1943: Autoportrait (Kunstmuseum St. Gallen)
- 1947: Rue du village II (Kunstmuseum St. Gallen)
- 1945: Nues
- 1947: Femme aux bras croisés
- 1947: Femme et chat dans la porte
- 1947: Femme assise devant le mur
- 1947: Râpeuse de pommes de terre
- 1948: Dormeuses
- 1948: Tapeuse de tapis
- 1949: Ecarteuses de rideau en perles de bois
- 1950: Lavandière
- 1954: Vielle brodeuse à la broderie blanche (Kunstmuseum St. Gallen)
- 1954: Femme
- 1955: Femme couchée dans les feuilles
- 1956: Fillettes en luge I (Kunstmuseum St. Gallen)
- 1975: Composition[7]